# Греговце
Греговце (словен. Gregovce) — поселення в общині Брежиці, Споднєпосавський регіон, Словенія. Висота над рівнем моря: 154,8 м.